# Erik McMillan
Erik Charles McMillan (St. Louis, 3 maggio 1965) è un ex giocatore di football americano statunitense che ha giocato nel ruolo di safety nella National Football League. Fu scelto nel corso del terzo giro del Draft NFL 1988 dai New York Jets. Al college ha giocato a football all'Università del Missouri.

## Carriera professionistica
McMillan fu scelto nel corso del terzo giro (63º assoluto) del Draft 1988 dai New York Jets. Nella sua prima stagione guidò la AFC con 8 intercetti, venendo premiato come rookie difensivo dell'anno e convocato per il Pro Bowl. Fu convocato anche l'anno successivo, divenendo il primo giocatore della storia dei Jets ad essere selezionato per il Pro Bowl in entrambe le prime due stagioni in carriera. Rimase ai Jets fino al 1993, dopo di che nel 1993 si divise fra tre differenti squadre: Philadelphia Eagles, Cleveland Browns e Kansas City Chiefs. Si ritirò a fine anno.

## Palmarès
- Convocazioni al Pro Bowl: 2

1988, 1989
- Second-team All-Pro: 1

1989
- Rookie difensivo dell'anno - 1988
- PFWA All-Rookie Team - 1988

## Statistiche
| Intercetti | 22 |